# Italienische Beachhandball-Nationalmannschaft der Frauen
Die italienische Beachhandball-Nationalmannschaft der Frauen repräsentiert den italienischen Handball-Verband als Auswahlmannschaft auf internationaler Ebene bei Länderspielen im Beachhandball gegen Mannschaften anderer nationaler Verbände. Den Kader nominiert der Nationaltrainer.
Das männliche Pendant ist die Italienische Beachhandball-Nationalmannschaft der Männer.

## Geschichte

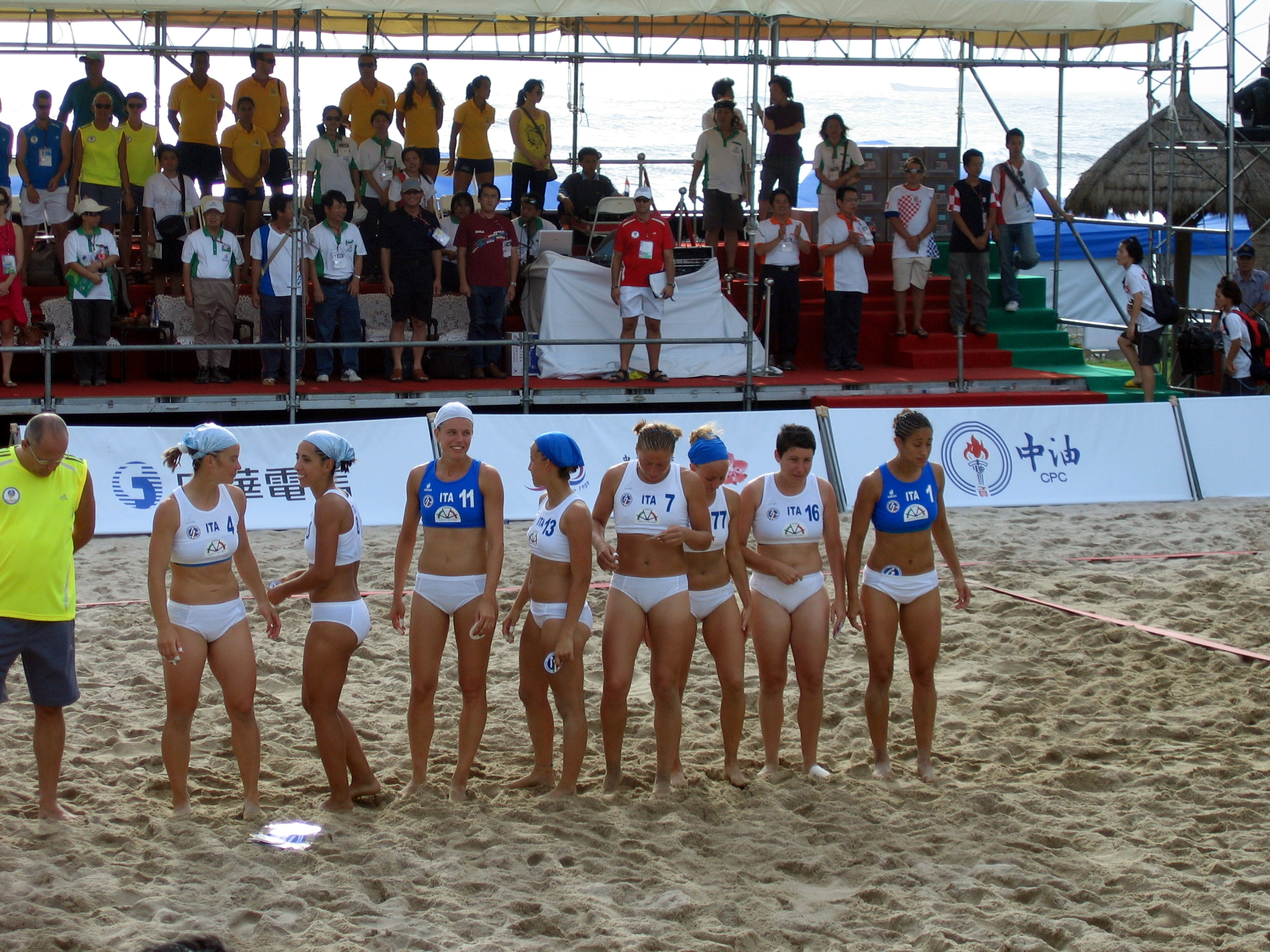
Die Mannschaft Italiens bei den World Games 2009 am ersten Spieltag

Die Nationalmannschaft wurde als eine der ersten europäischen Nationalmannschaften gegen Ende der 1990er Jahre gegründet; Italien gilt als das Ursprungsland des Beachhandballs, der dort um 1990 entstanden sein soll. Italien nahm sowohl an den ersten Europameisterschaften 2000 im heimischen Gaeta als auch bei den ersten Weltmeisterschaften 2004 teil. Nach einigen Anlaufschwierigkeiten gehörte die Mannschaft Italiens etwa von der Mitte der 2000er bis zur Mitte der 2010er Jahre zu den stärksten Mannschaften Europas und der erweiterten Weltspitze und hat mehrere internationale Titel und Medaillen gewonnen. Größte Erfolge waren der Gewinn der World Games 2009, der dritte Platz bei den Weltmeisterschaften 2004 sowie die Titelgewinne bei den Europameisterschaften 2009 und den Mittelmeer-Beachgames 2015. Der Großteil der Erfolge sind mit dem langjährigen Trainer Tamas Neukum verbunden. Seit der zweiten Hälfte der 2010er Jahre sind die Erfolge merklich rückläufig.

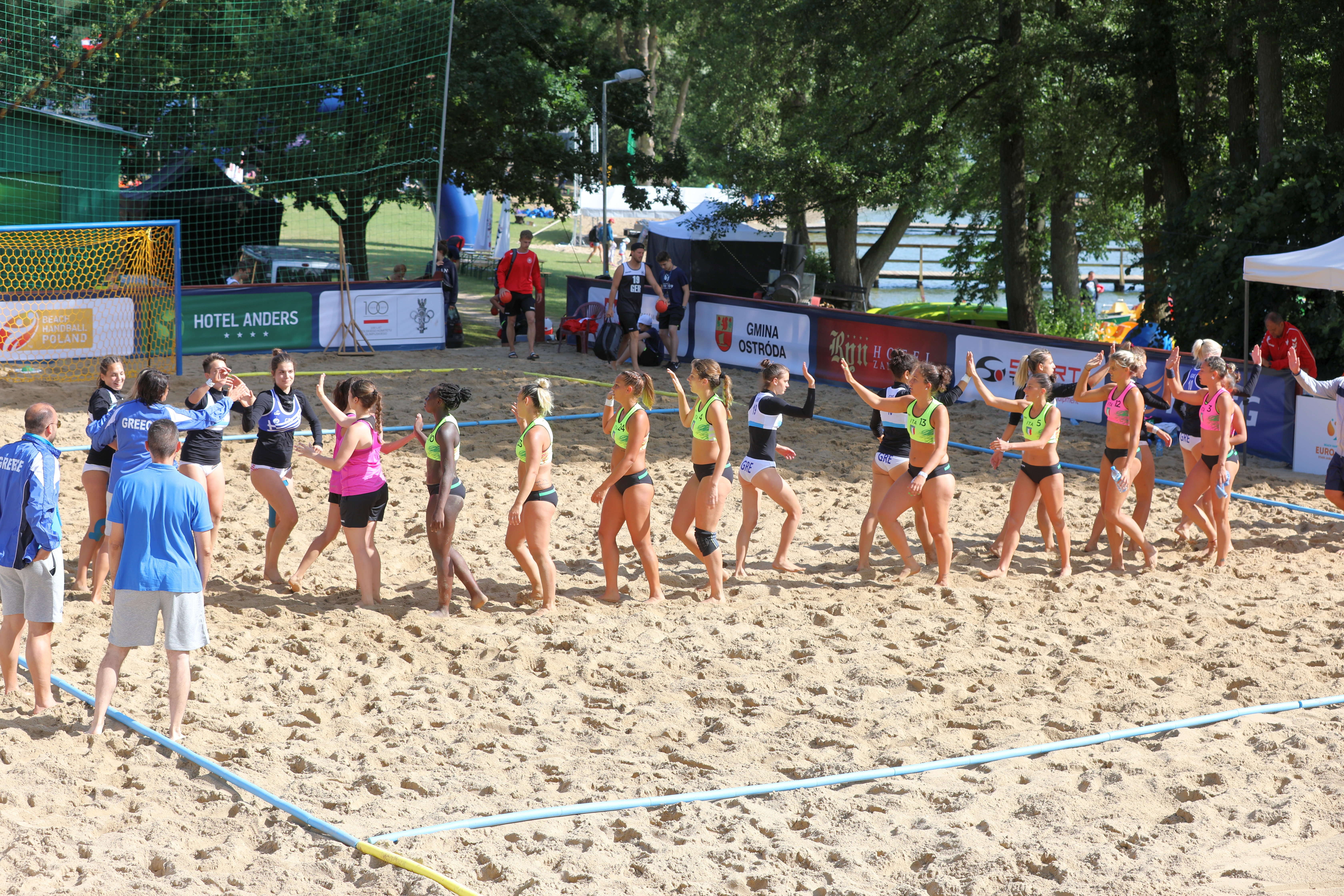
Die italienische Mannschaft beim Abklatschen nach dem Spiel gegen die Mannschaft Griechenlands bei der EM 2019

Neben den Vertretungen aus Spanien und der Ukraine sind die Italienerinnen die einzige Mannschaft, die bislang an allen Europameisterschaften teilgenommen haben. Bei der EM tritt die Mannschaft im Allgemeinen besonders fair auf, 2006, 2007, 2011, 2013 und 2017 gewannen sie die Fair-Play-Wertung.
Unter dem Namen Blue Team tritt die Nationalmannschaft auf europäischer Ebene auch als Vereinsmannschaft auf. Größter Erfolg ist hier das Erreichen des EHF Beach Handball Champions Cup 2019.

### Individuelle Erfolge
- Elena Barani (best Specialist Europameisterschaft 2004 und beste Angreiferin World Games 2009)
- Carolina Balsanti (Top-Scorerin World Games 2009 und beste Linksaußen Europameisterschaft 2011)
- Anika Niederwieser (beste Verteidigerin Weltmeisterschaft 2014 und Weltauswahl 2015)
- Carmen Onnis (beste Rechtsaußen Europameisterschaft 2007)
- Sabrina Porini (beste Torhüterin Weltmeisterschaft 2008 und Europameisterschaft 2009)
- Monika Prünster (beste Torhüterin Europameisterschaft 2015)
- Daniela Sposi (All-Star-Team Weltmeisterschaft 2004)

## Trainer
Cheftrainer
- 2006: Vincenzo Malatino
- 2007–2016: Tamas Neukum
- 2017–2020: Luigi Toscano[5]
- seit 2021: Daniel Lara Cobos

## Teilnahmen

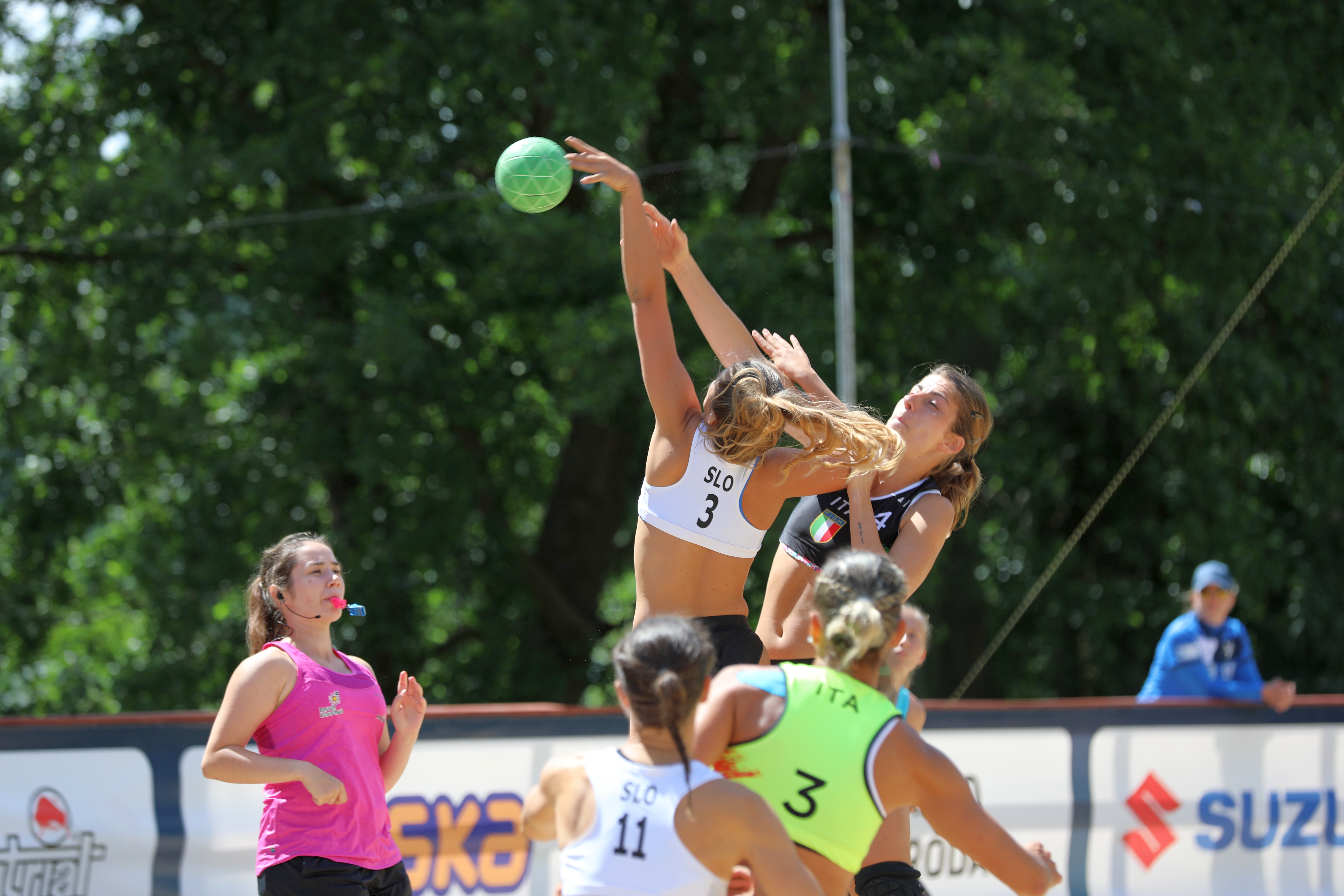
Ilaria Dalla Costa (Schwarz) kämpft mit Neža Curk (Weiß) beobachtet von Schiedsrichterin Kata György (Ungarn) beim Anwurf des Vorrundenspiels gegen Slowenien bei der EM 2019 um den Ball; im Vordergrund Cristina Gheorghe (Grün)

| World Games - 2001: nicht eingeladen - 2005: 7. - 2009: 1. - 2013: nicht qualifiziert - 2017: nicht qualifiziert - 2022: nicht qualifiziert World Beach Games - 2019: nicht qualifiziert - 2023: nicht qualifiziert | Weltmeisterschaften - 2001: ausgefallen - 2004: 3. - 2006: 8. - 2008: 4. - 2010: 8. - 2012: 7. - 2014: 6. - 2016: 5. - 2018: nicht qualifiziert - 2020: ausgefallen - 2022: nicht qualifiziert | Europameisterschaften - 2000: 6. - 2002: 7. - 2004: 4. - 2006: 10. - 2007: 5. - 2009: 1. - 2011: 3. - 2013: 5. - 2015: 3. - 2017: 11. - 2019: 14. - 2021: 13. - 2023: qualifiziert | Mediterranean Beach Games - 2015: 1. - 2019: 3. - 2023: EHF Championship - 2022: 5. |

Die italienischen Kader setzen siech zumeist mit Spielerinnen der höchsten Hallen-Handballliga Italiens zusammen, die zudem in den meisten Fällen auch Hallen-Nationalspielerinnen ihres Landes waren oder sind.
- EM 2000: Kader derzeit nicht bekannt

- WG 2001: Kader derzeit nicht bekannt

- EM 2002 1: Daniela Sposi

- EM 2004: Elena Barani, Lorena Bassi (TW), Patrizia Coreno, Tonia Cucca, Gyongyi Demeny, Adele De Santis (TW), Pamela Gianfelici, Laure Oliveri, Carmen Onnis, Daniela Sposi

- WM 2004 1: Daniela Sposi

- WG 2005: Carolina Balsanti, Elena Barani, Lorena Bassi (TW), Tonia Cucca, Gyongyi Demeny, Adele De Santis (TW), Pamela Gianfelici, Carmen Onnis, Luana Pistelli, Daniela Sposi; Ersatz: Luana Morreale (TW), Chiara Usai

- EM 2006: Elena Barani, Lorena Bassi (TW), Gyongyi Demeny, Valentina Magli, Francesca Mersano, Luana Morreale (TW), Carmen Onnis, Luana Pistelli, Elena Quinti, Martina Simoni

- EM 2007: Elena Barani, Lorena Bassi (TW), Gyongyi Demeny, Laure Oliveri, Carmen Onnis, Luana Pistelli, Elena Quinti, Sabrina Lorena Porini (TW), Ilenia Scamperle, Martina Simoni

- WM 2008: Carolina Balsanti, Elena Barani, Lorena Bassi (TW), Gyongyi Demeny, Melani Marcantonio, Carmen Onnis, Luana Pistelli, Sabrina Lorena Porini (TW), Ilenia Scamperle, Silvia Scamperle[6]

- EM 2009: Carolina Balsanti, Elena Barani, Lorena Bassi (TW), Gyongyi Demeny, Melani Marcantonio, Carmen Onnis, Florentina Pastor, Sabrina Lorena Porini (TW), Silvia Scamperle[7]

- WG 2009: Carolina Balsanti, Elena Barani, Lorena Bassi (TW), Gyongyi Demeny, Sandra Federspieler, Carmen Onnis, Florentina Pastor, Sabrina Lorena Porini (TW), Ilenia Scamperle, Silvia Scamperle

- WM 2010: Cintia Amalia Albertini, Carolina Balsanti, Elena Barani, Gyongyi Demeny, Melani Marcantonio, Luana Morreale (TW), Anika Niederwieser, Florentina Pastor, Sabrina Lorena Porini (TW), Silvia Scamperle[8]

- EM 2011: Cintia Amalia Albertini, Carolina Balsanti, Elena Barani, Irene Fanton, Elisa Ferrari (TW), Anika Niederwieser, Carmen Onnis, Sabrina Lorena Porini (TW), Silvia Scamperle, Gaia Maria Zuin

- WM 2012: Cintia Amalia Albertini, Elena Barani, Anika Niederwieser, Carmen Onnis, Florentina Pastor, Sabrina Lorena Porini (TW), Monika Prünster (TW), Silvia Scamperle[9]

- EM 2013: Elena Barani, Sandra Federspieler, Cristina Gheorghe, Cristina Lenardon, Anika Niederwieser, Carmen Onnis, Alice Piffer (TW), Sabrina Lorena Porini (TW), Silvia Scamperle, Anna Serafini[10]

- WM 2014: Elena Barani, Irene Fanton, Cristina Gheorghe, Eleonora Costa, Kerstin Kovacs, Valentina Landri, Anika Niederwieser, Carmen Onnis, Alice Piffer (TW), Michela Zanotto (TW)

- EM 2015: Angela Cappellaro, Eleonora Costa, Irene Fanton, Cristina Gheorghe, Valentina Landri, Francesca Luchin (TW), Anika Niederwieser, Monika Prünster (TW), Laura Celeste Rotondo, Gaia Maria Zuin

- MBG 2015: Angela Cappellaro, Eleonora Costa, Irene Fanton, Cristina Gheorghe, Valentina Landri, Francesca Luchin (TW), Anika Niederwieser, Monika Prünster (TW), Laura Celeste Rotondo, Gaia Maria Zuin

- WM 2016: Angela Capelaro, Eleonora Costa, Irene Fanton, Cristina Gheorghe, Valentina Landri, Francesca Luchin (TW), Anika Niederwieser, Monika Prünster (TW), Laura Celeste Rotondo, Gaia Maria Zuin

- EM 2017: Giada Babbo, Ilaria Dalla Costa, Rafika Ettaqui, Irene Fanton, Cristina Gheorghe, Valentina Landri, Cristina Lenardon, Alice Piffer (TW), Monika Prünster (TW), Laura Celeste Rotondo, Lucila Maria Stettler

- EM 2019: Giada Babbo, Alessandra Bassanese, Ilaria Dalla Costa, Carelle Djiogap, Vanessa Djiogap, Cristina Gheorghe, Valentina Landri, Cyrielle Lauretti Matos, Cristina Lenardon, Monika Prünster (TW), Anja Rossignoli (TW), Lucila Maria Stettler

- MBG 2019: Carelle Djiogap, Vanessa Djiogap, Cristina Gheorghe, Diana Kobilica, Valentina Landri, Cyrielle Lauretti, Giovanna Lucarini, Monika Prünster (TW), Anja Rossignoli (TW), Matilde Tisato

- EM 2021: Nila Bertolini (TW), Giulia Dibona, Vanessa Djiogap Tenguim, Diana Kobilica, Cyrielle Lauretti Matos, Giovanna Lucarini, Monika Prünster (TW), Laura Celeste Rotondo, Matilde Tisato, Violetta Vegni

- ECS 2022: Nila Bertolini (TW), Giulia Dibona, Carelle Djiogap, Vanessa Djiogap, Irene Fanton, Diana Kobilica, Cyrielle Lauretti Matos, Barbara Nothdurfter, Virginia Ucchino, Violetta Vegni[11]

## Einzelbelege
1. ↑  The World Games 2009 Kaohsiung - Beach Handball Team Women. Abgerufen am 20. Januar 2022.
2. ↑  Giacomo Grasselli: BEACH HANDBALL / La cingolana Sofia Cipolloni nel Blue Team federale per la Champions Cup. In: Polisportiva Cingoli. 7. Oktober 2021, abgerufen am 20. Oktober 2022 (italienisch).
3. ↑  European Handball Federation - Blue Team / (Adults Team). Abgerufen am 20. Oktober 2022 (englisch).
4. ↑  Daten zum Teil unvollständige/ungefähre/geschätzte Werte
5. ↑  New coach, same goals. Abgerufen am 19. Januar 2022 (englisch).
6. ↑  Cadiz 2008 : ecco le azzurre in partenza. In: PallamanoItalia. Abgerufen am 20. Januar 2022 (italienisch).
7. ↑  Info System. 12. Februar 2013, archiviert vom Original am 12. Februar 2013; abgerufen am 17. Mai 2022.
8. ↑  Beach Handball, l’ItalDonne si prepara al Mondiale. In: PallamanoItalia. Abgerufen am 20. Januar 2022 (italienisch).
9. ↑  Pallamano Vasto: Mondiali di Beach Handball Oman 2012. In: Pallamano Vasto. 9. Juli 2012, abgerufen am 20. Januar 2022 (italienisch).
Beach Handball: l’Italia supera anche la Polonia. In: PallamanoItalia. Abgerufen am 20. Januar 2022 (italienisch).
10. ↑  Beach Handball: le Azzurre per gli Europei di Randers. 7. Juli 2013, abgerufen am 19. Januar 2022 (italienisch).
11. ↑  Kader EHF Championships 2022